# 5253 Fredclifford
5253 Fredclifford este o planetă minoră (asteroid), cu un diametru de 2,449 km, din Mars-crossing asteroid⁠(d). A fost descoperită pe 15 decembrie 1985 la Observatorul Palomar de Stephen Singer-Brewster⁠(d). 
Obiectul prezintă o orbită caracterizată de o semiaxă mare de 1,9739914 UAi, o excentricitate de 0,22, o înclinație de 28,77362 ° în raport cu ecliptica.